# هاریو، هلسینکی

موقعیت هاریو در هلسینکی

هاریو (سوئدی: Ås) یک ناحیه از هلسینکی فنلاند است. هاریو، بین محله‌های آلپپیلا و آلپ‌پیهاریو واقع شده و دارای ۷۲۳۷ نفر جمعیت (تا ۱ ژانویه ۲۰۰۵) و مساحت ۰٫۲۷ کیلومتر مربع است.
هاریو دارای بالاترین تراکم جمعیت در هر کیلومتر مربع در فنلاند است. آپارتمان‌ها در هاریو معمولاً آپارتمان‌های بسیار کوچک و تک نفره هستند.